# John E. Baldwin
John Evan Baldwin, FRS, (6 de diciembre de 1931 – 7 de diciembre de 2010) fue un astrónomo británico que desarrolló varios procedimientos para mejorar la resolución de las imágenes obtenidas con telescopios terrestres.

## Semblanza
Baldwin trabajó en el Cavendish Astrophysics Group (antiguo Observatorio de Radio Astronomía Mullard) de la Universidad de Cambridge desde 1954. Tuvo un importante papel en el desarrollo del interferómetro astronómico en radioastronomía, y posteriormente en el interferómetro óptico y en el Lucky Imaging, un método para realizar fotografía astronómica de alta precisión. Hizo los primeros mapas de las emisiones de radio de la Galaxia de Andrómeda y del Cúmulo de Perseo, y tomó medidas de las propiedades de muchas galaxias activas. En 1985 realizó las primeras observaciones de interferometría con apertura enmascarada, método desarrollado por él con algunos colaboradores, y dirigió la construcción de un nuevo telescopio en Cambridge llamado COAST (Cambridge Optical Aperture Synthesis Telescope). En el 2001 fue premiado con la Medalla Jackson-Gwilt de la Royal Astronomical Society
 por sus contribuciones técnicas en los campos de la interferometría y de la síntesis de apertura.
Se matriculó en el Queens' College (Cambridge) en 1949 y fue nombrado Life Fellow de dicho College en 1999.